# Intercités de nuit

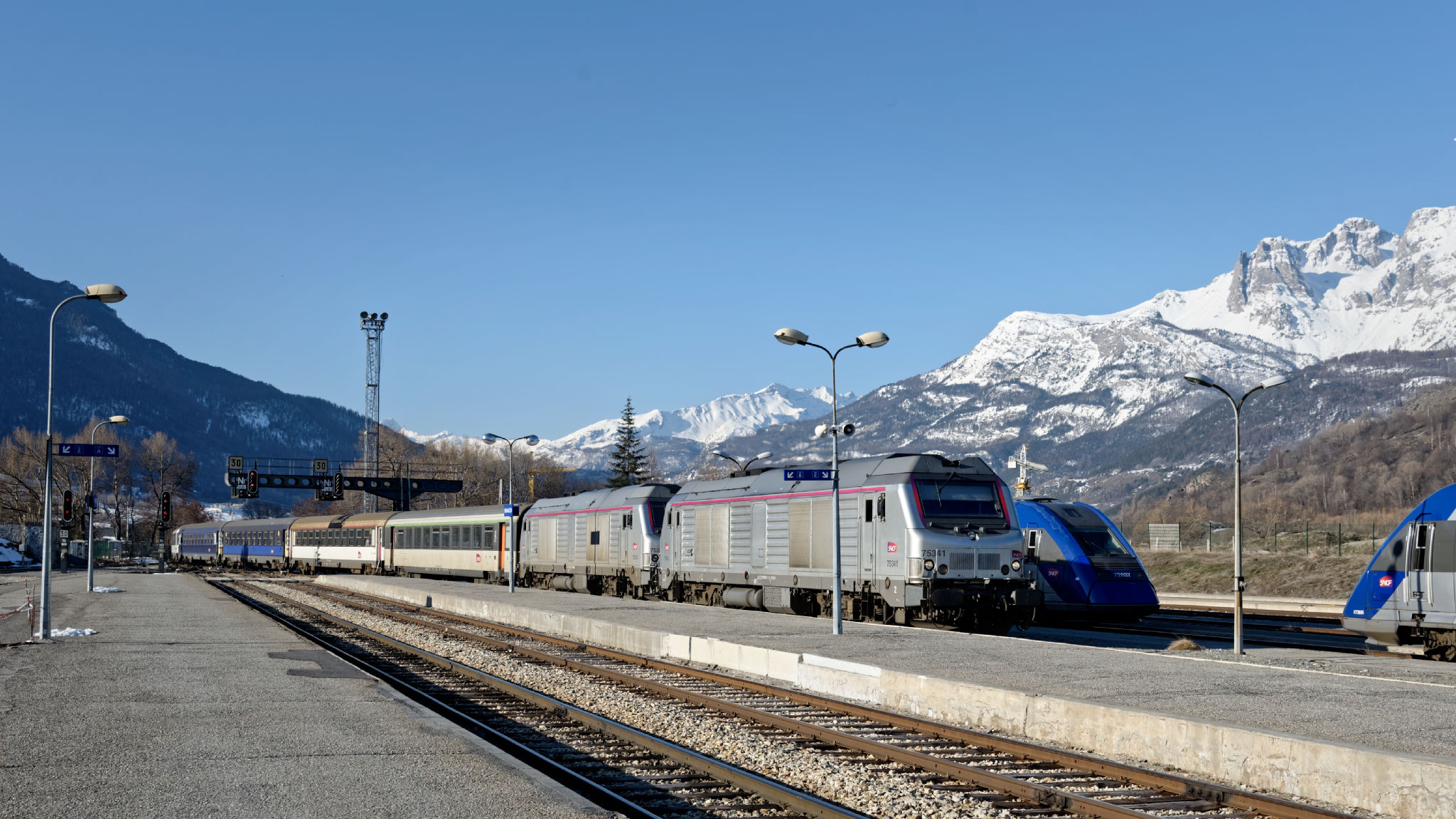
Intercités de Nuit kommt nach seiner Reise von Paris in Briançon an.

Intercités de Nuit (von 2004 bis 2009 Corail Lunéa und bis 2012 Lunéa) ist der Markenname für Nachtreisezüge der französischen Staatsbahn (SNCF) in Frankreich. Zwischen 2013 und 2017 wurden die meisten Linien aufgrund von Budgetkürzungen eingestellt. Nur die vier Strecken von Paris nach Briançon, Albi, Latour-de-Carol und Nizza wurden beibehalten. Die Marke wurde inzwischen wieder in das Hauptnetzwerk von Intercités integriert.

## Geschichte
Ab Dezember 2004 gruppierte die SNCF einen Teil ihre Nachtzüge unter der neuen Marke Lunéa. Begleitet wurde dieser Start von einer Investition von 5 Millionen Euro von 2004 bis 2007 für die Modernisierung der 257 Schlafwagen. Bis 2009 wurden alle Linien außerhalb von Lunéa schrittweise eingestellt.
Zwischen 2008 und Mitte 2011 bot die SNCF als »iDNight« auch über Nacht verkehrende TGV mit einer Bar-Diskothek und nur Sitzplätzen an.
2012 wurde die Marke Lunéa zusammen mit anderen Marken (Téoz, Corail, Corail Intercités) unter dem einheitlichen Namen »Intercités« zusammengefasst.
Per 20. Mai 2021 wurde die Verbindung Paris–Nizza reaktiviert.

## Netz im Jahr 2024
Im Jahr 2024 besteht das Netz der Intercités de Nuit aus folgenden acht Linien:
| Route                 | Halte | Bemerkung |
| --------------------- | --- | --------- |
| Paris–Toulouse        | Paris-Austerlitz, Les Aubrais, Souillac, Gourdon, Cahors, Caussade, Montauban-Ville-Bourbon und Toulouse-Matabiau |           |
| Paris–Rodez           | Paris-Austerlitz, Saint-Denis-près-Martel, Rocamadour-Padirac, Gramat, Assier, Figeac, Capdenac-Gare, Viviez-Decazeville, Aubin, Cransac-les-Thermes, St-Christophe, Rodez, Carmaux, Albi-Madeleine und Albi-Ville                        |           |
| Paris–Latour-de-Carol | Paris-Austerlitz, Les Aubrais, Auterive, Saverdun, Pamiers, Foix, Tarascon-sur-Ariège, Les Cabannes, Luzenac-Garanou, Ax-les-Thermes, Mérens-les-Vals, Andorre-L’Hospitalet, Porté-Puymorens und Latour-de-Carol-Enveitg                  |           |
| Paris–Cerbère         | Paris-Austerlitz, Nîmes, Montpellier ST Roch, Sète, Agde, Béziers, Narbonne, Port la Nouvelle, Leucate la Franqui, Leucate-la-Franqui, Rivesaltes, Perpignan, Elne, Argelès-sur-Mer, Collioure, Port-Vendres, Banyuls-sur-Mer und Cerbère |           |
| Paris–Tarbes          | Paris-Austerlitz, Les Aubrais, Dax, Bayonne, Orthez, Pau, Lourdes und Tarbes |           |
| Paris–Briançon        | Paris-Austerlitz, Crest, Die, Luc-en-Diois, Veynes-Dévoluy, Gap, Chorges, Embrun, Montdauphin-Guillestre, L’Argentière-les-Écrins und Briançon                                                                                            |           |
| Paris–Nice            | Paris-Austerlitz, Marseille-Blancarde, Toulon, Les Arcs-Draguignan, Saint-Raphaël-Valescure, Cannes, Antibes und Nice-Ville |           |
| Paris–Aurillac        | Paris-Austerlitz, Saint-Denis-près-Martel, Bretenoux-Biars, Laroquebrou und Aurillac |           |

## Netz im Jahr 2022
Ab 2022 bestand das Netz der Intercités de Nuit aus folgenden Linien:
| Route                   | Halte | Bemerkung     |
| ----------------------- | --- | ------------- |
| Paris – Briançon        | Paris-Austerlitz – Crest – Die – Luc-en-Diois – Veynes-Dévoluy – Gap – Chorges – Embrun – Montdauphin-Guillestre – L’Argentière-les Écrins – Briançon                                                                              | Nur im Winter |
| Paris – Nice            | Paris-Austerlitz – Marseille-Blancarde – Toulon – Les Arcs-Draguignan – Saint-Raphaël-Valescure – Cannes – Antibes – Nice-Ville | täglich       |
| Paris – Albi            | Paris – Les Aubrais – Saint-Denis-près-Martel – Rocamadour-Padirac – Gramat – Assier – Figeac – Capdenac – Viviez-Decazeville – Aubin – Cransac – Saint-Christophe – Rodez – Carmaux – Albi-Madeleine – Albi-Ville                 |               |
| Paris – Latour-de-Carol | Paris-Austerlitz – Les Aubrais – Auterive – Saverdun – Pamiers – Foix – Tarascon-sur-Ariège – Les Cabannes – Luzenac-Garanou – Ax-les-Thermes – Mérens-les-Vals – Andorre-L’Hospitalet – Porté-Puymorens – Latour-de-Carol-Enveitg |               |
| Paris – Cerbère         | Paris-Austerlitz – Les Aubrais – Castelnaudary – Carcassonne – Lézignan-Corbières – Narbonne – Port-la-Nouvelle – Leucate – Rivesaltes – Perpignan – Elne – Argelès-sur-Mer – Collioure – Port-Vendres – Banyuls-sur-Mer – Cerbère |               |
| Paris – Hendaye         | Paris-Austerlitz – Les Aubrais – Tarbes – Lourdes – Pau – Orthez – Dax – Bayonne – Biarritz – Saint-Jean-de-Luz-Ciboure – Hendaye                                                                                                  |               |
| Paris – Toulouse        | Paris-Austerlitz – Les Aubrais – Souillac – Gourdon – Cahors – Caussade – Montauban-Ville-Bourbon – Toulouse-Matabiau |               |

## Netz im Jahr 2012

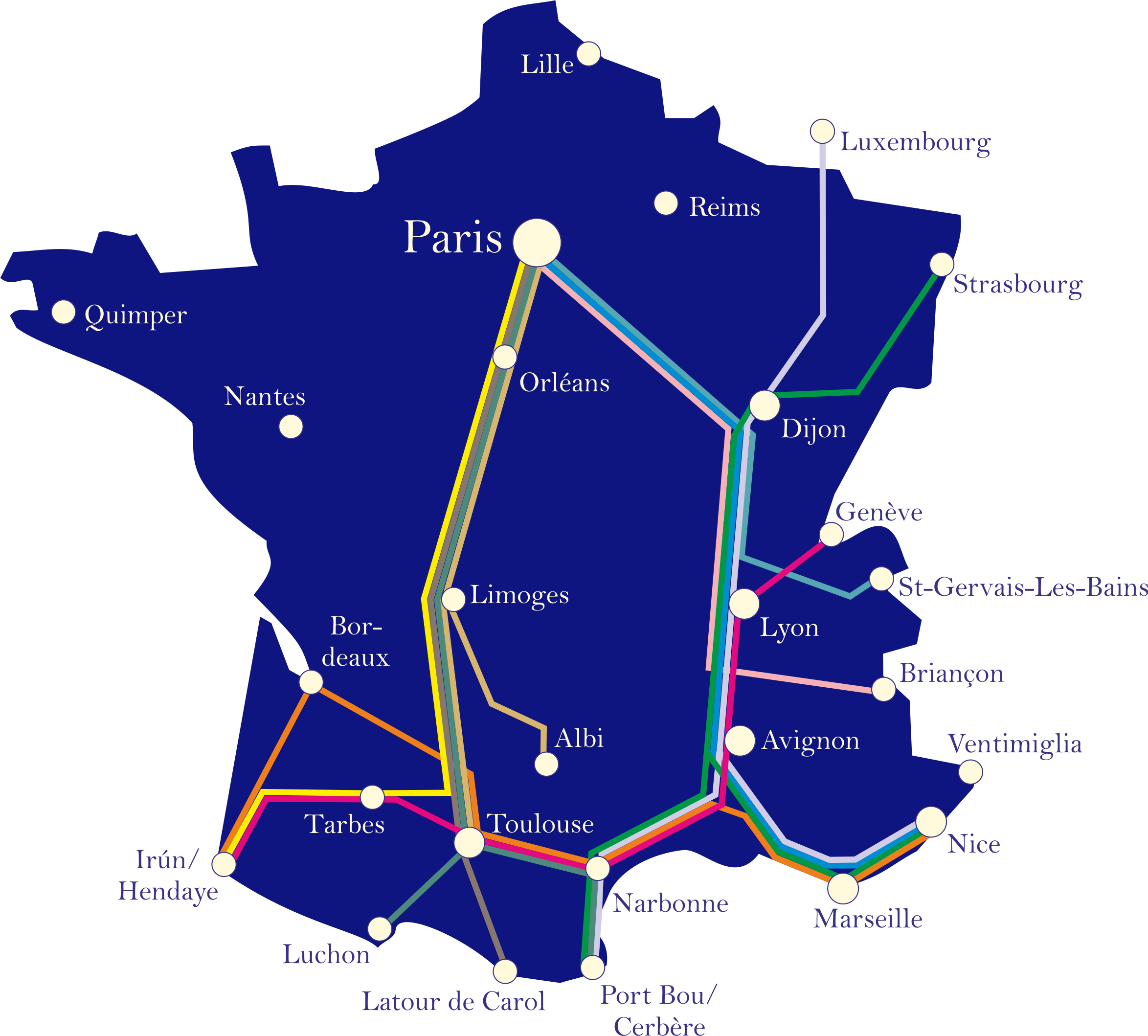
Netzplan, 2012

Im Jahr 2012 bestand das ehemalige Lunéa-Netz aus folgenden Linien:
| Route                                                 | Halte | Bemerkung                                                |
| ----------------------------------------------------- | --- | -------------------------------------------------------- |
| Paris – Irun / Tarbes                                 | Paris-Austerlitz – Les Aubrais – Morcenx – Dax – Bayonne – Biarritz – Guéthary – Saint-Jean-de-Luz-Ciboure – Les Deux-Jumeaux – Hendaye – Irun Kurswagengruppe: Dax – Orthez – Pau – Lourdes – Tarbes | täglich                                                  |
| Paris – Nice                                          | Paris-Austerlitz – Toulon – Les Arcs-Draguignan – Fréjus – Saint-Raphaël-Valescure – Cannes – Antibes – Nice-Ville | täglich                                                  |
| Paris – Toulouse / Albi                               | Paris-Austerlitz – Les Aubrais – Souillac – Gourdon – Cahors – Caussade – Montauban-Ville-Bourbon – Toulouse-Matabiau Kurswagengruppe: Les Aubrais – Saint-Denis-près-Martel – Rocamadour-Padirac – Gramat – Assier – Figeac – Capdenac – Viviez-Decazeville – Aubin – Cransac – Saint-Christophe – Rodez – Carmaux – Albi-Madeleine – Albi-Ville | Wochenende                                               |
| Paris – Portbou / Latour-de-Carol / Luchon            | Paris-Austerlitz – Les Aubrais – Vierzon – Limoges-Bénédictins – Castelnaudary – Carcassonne – Lézignan-Corbières – Narbonne – Perpignan – Elne – Argelès-sur-Mer – Collioure – Port-Vendres – Banyuls-sur-Mer – Cerbère – Portbou Kurswagengruppe: Limoges-Bénédictins – Auterive – Saverdun – Pamiers – Foix – Tarascon-sur-Ariège – Les Cabannes – Luzenac-Garanou – Ax-les-Thermes – Mérens-les-Vals – L’Hospitalet-près-l’Andorre – Porté-Puymorens – Latour-de-Carol-Enveitg Kurswagengruppe: Limoges-Bénédictins – Muret – Carbonne – Boussens – Saint-Gaudens – Montréjeau – Loures-Barbazan – Saléchan-Siradan – Marignac-Saint-Béat – Luchon | täglich                                                  |
| Paris – Bourg-Saint-Maurice / Saint-Gervais-les-Bains | Paris-Austerlitz – Chambéry-Challes-les-Eaux – Albertville – Moûtiers-Salins-Brides-les-Bains – Aime-La Plagne – Landry – Bourg-Saint-Maurice Kurswagengruppe: Chambéry-Challes-les-Eaux – Aix-les-Bains-Le Revard – Rumilly – Annecy – La Roche-sur-Foron – Cluses – Sallanches-Combloux-Megève – Saint-Gervais-les-Bains-Le Fayet | Wochenende                                               |
| Paris – Briançon                                      | Paris-Austerlitz – Crest ... Gap ... Briançon | nur im Winter                                            |
| Hendaye – Nice                                        | Hendaye – Saint-Jean-de-Luz-Ciboure – Biarritz – Bayonne – Dax – Bordeaux-Saint-Jean – Marmande – Agen – Montauban-Ville-Bourbon – Toulouse-Matabiau – Marseille-Saint-Charles – Toulon – Les Arcs-Draguignan – Saint-Raphaël-Valescure – Cannes – Antibes – Nice-Ville | Wochenende                                               |
| Hendaye – Geneva                                      | Hendaye – Saint-Jean-de-Luz-Ciboure – Biarritz – Bayonne – Dax – Puyoô – Orthez – Pau – Coarraze-Nay – Lourdes – Tarbes – Lannemezan – Saint-Gaudens – Toulouse-Matabiau – Valence-Ville – Lyon-Part-Dieu – Genève-Cornavin | Sommer und Ferien                                        |
| Strasbourg / Luxembourg – Nice / Portbou              | Strasbourg – Sélestat – Colmar – Mulhouse – Belfort – Montbéliard – Besançon-Viotte – Lyon (kein Verkehrshalt) – Avignon-Centre – Arles – Marseille-Saint-Charles – Toulon – Les Arcs-Draguignan – Saint-Raphaël-Valescure – Cannes – Antibes – Nice-Ville Kurswagengruppe: Luxembourg – Thionville – Metz-Ville – Nancy-Ville – Toul – Neufchâteau – Culmont-Chalindrey – Lyon Kurswagengruppe: Lyon – Nîmes – Montpellier-Saint-Roch – Sète – Agde – Béziers – Narbonne – Perpignan – Elne – Argelès-sur-Mer – Collioure – Port-Vendres – Banyuls-sur-Mer – Cerbère – Portbou                                                                        | täglich (nach Portbou und ab Cerbère nur an Wochenenden) |